# Подарк
1. Подарк в древногръцката митология е син на Ификъл. След смъртта на своя брат Протесилай, той застава начело на филакийците в Троянската война, които участват на страната на гърците. Според някои източници е убит от Пентесилея.
2. Подарк истинското име на троянския цар Приам, син на Лаомедонт, брат на Хезиона.